# Philogenia buenavista
Philogenia buenavista – gatunek ważki z rodziny Philogeniidae. Występuje na terenie Ameryki Południowej.